# Chile ved sommer-OL 1928
Chile deltager i Sommer-OL 1928. 38 sportsudøvere fra Chile deltog i seks sportsgrene under Sommer-OL 1928 i Amsterdam. Chile kom på en delt 30. plads med en sølvmedalje.

## Medaljer
| 1928  | Guld | Sølv | Bronze | Total |
| Chile | 0    | 1    | 0      | 1     |

## Medaljevindere
| Chile under Sommer OL 1928 i Amsterdam | Chile under Sommer OL 1928 i Amsterdam | Chile under Sommer OL 1928 i Amsterdam | Chile under Sommer OL 1928 i Amsterdam | Chile under Sommer OL 1928 i Amsterdam |
| Medaljer                               | Udøver                                 | Sport                                  | Øvelse                                 | Resultat                               |
| -------------------------------------- | -------------------------------------- | -------------------------------------- | -------------------------------------- | -------------------------------------- |
| Sølv                                   | Manuel Plaza                           | Atletik                                | Maraton                                | 2.33,23                                |

## Links
- http://www.aafla.org/5va/reports_frmst.htm Arkiveret 4. februar 2012 hos  Wayback Machine
- den internationale olympiske komites database for resultater under OL (engelsk)